# Andreas Sindermann
Andreas Sindermann (* 1962 in Ost-Berlin) ist ein deutscher Schauspieler.

## Leben
Andreas Sindermann ist der Sohn der Schauspieler Peter Sindermann und Micaëla Kreißler. Sein Stiefgroßvater war der SED-Politiker Horst Sindermann. Andreas Sindermann verließ im Jahr 1982 zusammen mit seiner Mutter, seinem Stiefvater, dem Schauspieler Holger Mahlich, und seinem Halbbruder Leonhard Mahlich die DDR. Die Familie lebte daraufhin in Hamburg.
Andreas Sindermann ist gelernter Möbeltischler. Seine Schauspielausbildung absolvierte er am Max-Reinhardt-Seminar in Wien. Danach war er an zahlreichen Schauspielhäusern engagiert, darunter das Schauspielhaus Wien, das Schauspiel Köln, das Theater Bonn, das Residenztheater in München, das Schauspielhaus Graz, das Theater Heidelberg sowie das Theater Koblenz. Zudem war er auch bei den Freilichtspielen Schwäbisch Hall engagiert. Sindermann ist langjähriges Ensemblemitglied am Wallgraben Theater Freiburg. Er war dort in Stücken wie Das Mädchen und der Tod und Mondlicht und Magnolien zu sehen.
Andreas Sindermann lebt in Freiburg im Breisgau. Er hat einen Sohn.

## Filmografie
- 1988: Mutter Courage und ihre Kinder
- 1996: Die Wache (Fernsehserie, 1 Folge)